# Apogon aurolineatus
Apogon aurolineatus es una especie de pez de la familia de los apogónidos en el orden de los perciformes.

## Morfología
Los machos pueden alcanzar los 6,5 cm de longitud total.

## Distribución geográfica
Se encuentran en el Atlántico occidental: desde el sur de Florida y las Bahamas hasta Curaçao y Venezuela, incluyendo el Golfo de México.